# Georges Van Coningsloo
Georges Van Coningsloo (* 27. Oktober 1940 in Wavre; † 7. April 2002 in Grez-Doiceau) war ein belgischer Radrennfahrer.

## Sportliche Laufbahn
Van Coningsloo war im Straßenradsport aktiv. Seine besonderen Stärken hatte er bei Eintagesrennen. 1962 wurde er Unabhängiger und 1965 Berufsfahrer. Er blieb bis 1974 als Radprofi aktiv. Als Amateur gewann er 1959 eine Etappe der Trois Jours des Ardennes brabançonnes. 1962 war er bei Kuurne–Brüssel–Kuurne der Unabhängigen erfolgreich. Seine bedeutendsten sportlichen Erfolge waren die Siege bei Paris–Brüssel 1964 vor Rik Van Looy und 1967 bei Bordeaux–Paris vor Hermann Van Springel. Bordeaux–Paris fuhr er 370 Kilometer als Solist.
Weitere Siege holte Van Coningsloo in den Eintagesrennen Brüssel–Verviers und Polymultipliée lyonnaise 1963, in der Ronde van Limburg, im Circuit de la vallée de la Lys und im Grand Prix de Fourmies 1965, im Gullegem Koerse 1967, im Grand Prix Pino Cerami 1971, im Flèche Hesbignonne-Cras Avernas 1972 sowie im Circuit du Tournaisis 1973. Dazu kam der nationale Titel bei den Interclubs 1969. Etappensiege erzielte er 1965 im Critérium du Dauphiné Libéré und in der Belgien-Rundfahrt, 1969 in der Tour de l’Oise und 1971 in der Tour de la Nouvelle-France. Van Coningsloo gewann eine Reihe von Kriterien und Rundstreckenrennen in Belgien, Frankreich und Luxemburg. Zweite Plätze holte Van Coningsloo bei Lüttich–Bastogne–Lüttich 1964 hinter Willy Bocklant, im Grand Prix E3 (auch 1969) und im Flèche brabançonne 1965, in der Ronde van Limburg (auch 1970) 1966, bei Paris–Luxembourg, in der Tour de Wallonie und im Circuit des Frontières 1967, im Omloop van het Zuidwesten 1970 sowie im Flèche hesbignonne 1973. Dritter wurde er in der Flandern-Rundfahrt und bei Rund um den Henningerturm (auch 1967) 1965. 1964, 1965 und 1966 schied er in der Tour de France jeweils aus.

## Familiäres
Sein Sohn Philippe Van Coningsloo war Amateurfahrer und starb an einem Herzanfall während eines Rennens. Ihm zu Ehren wurde das Philippe Van Coningsloo Memorial begründet. Sein zweiter Sohn Oliver Van Coningsloo wurde ebenfalls Radprofi.